# Vinho seco
Vinho seco é uma classificação de vinho aplicado às bebidas que possuem até 4 gramas de açúcar por litro. Essa classificação deve estar contida no rótulo da garrafa de vinho. 
Outras classificações possíveis para vinhos tranquilos são: meio secos e doces ou suaves.
No vinho seco, praticamente todo o açúcar da uva é consumido durante o processo de fermentação.
Tipos de vinho seco
Um vinho seco pode ser fino ou de mesa, assim com tinto, rosé ou branco. A maioria dos vinhos produzidos em todo o mundo são vinhos tranquilos secos.